# Natronobacterium
Em taxonomia, Natronobacterium é um gênero das Halobacteriaceae. Um membro do domínio Archaea, é ao mesmo tempo um halófilo e alcalifílico extremo, sendo bem sucedido em uma concentração salina de 20% pH e ideal de 10.